# Eneasz Taktyk
Eneasz Taktyk (gr. Αινείας ο Τακτικός, IV wiek p.n.e.) – grecki pisarz, autor kilku podręczników poświęconych sztuce wojennej. Jedynym jego dziełem, jakie zachowało się do naszych czasów, jest traktat Obrona oblężonego miasta (Περὶ τοῦ πῶς χρὴ πολιορκουμένους ἀντέχειν), w którym autor opisuje metody skutecznego ataku na fikcyjną, przykładową grecką polis, jak również sposoby uchronienia się przed wrogą napaścią na miasto i zapobieżenia buntowi własnych obywateli.

O samym Eneaszu niewiele wiadomo. Próbowano go identyfikować z kilkoma postaciami o tym imieniu wywodzącymi się głównie z greckiego Stymfalos w Arkadii na Peloponezie, jednakże na podstawie zachowanych informacji nie można jednoznacznie powiązać go z którąś z nich.